# Fußball im Kreis Gütersloh

Wappen des Kreises Gütersloh

Der Fußball im Kreis Gütersloh wird seit Anfang des 20. Jahrhunderts gespielt. Mehrere Vereine vertraten den Kreis in der Region Ostwestfalen-Lippe im Profifußball. Die DJK Gütersloh und der „historische“ FC Gütersloh spielten von 1974 bis 1976 bzw. von 1996 bis 1999 in der 2. Bundesliga. Der SC Verl tritt seit 2020 in der 3. Liga an. In der viertklassigen Regionalliga West sind der SC Wiedenbrück und der „neue“ FC Gütersloh vertreten. Auch im Frauenfußball konnte der Kreis Erfolge erzielen. Der FSV Gütersloh 2009 spielte in der Saison 2012/13 in der Frauen-Bundesliga sowie von 2009 bis 2012 und seit 2013 in der 2. Frauen-Bundesliga.

## Begriffsklärung

Kreis Gütersloh

Dieser Artikel schildert die Situation des Fußballs im politischen Kreis Gütersloh. Dieser entstand am 1. Januar 1973 durch den Zusammenschluss der Altkreise Wiedenbrück und Halle (Westfalen). Dazu kam die neu gebildete Stadt Harsewinkel aus dem alten Kreis Warendorf, die Gemeinde Stukenbrock aus dem Kreis Paderborn sowie die Gemeinden Schloß Holte bzw. Benteler aus den aufgelösten Kreisen Bielefeld und Beckum.
Der politische Kreis Gütersloh gliedert sich in die Städte und Gemeinden Borgholzhausen, Gütersloh, Halle (Westf.), Harsewinkel, Herzebrock-Clarholz, Langenberg, Rheda-Wiedenbrück, Rietberg, Schloß Holte-Stukenbrock, Steinhagen, Verl, Versmold und Werther (Westf.). Allerdings ist der politische Kreis nicht deckungsgleich mit dem fußballerischen Kreis Gütersloh.
Zahlreiche Vereine aus dem Kreisgebiet sind in anderen Fußballkreisen aktiv. So gehören die Vereine aus dem Altkreis Halle dem Fußballkreis Bielefeld an. Die Vereine aus Stukenbrock spielen weiterhin im Fußballkreis Paderborn. Der FC Greffen aus Harsewinkel tritt im Fußballkreis Münster/Warendorf an. Bis zu seiner Auflösung durch eine Fusion spielte der SV Benteler im Fußballkreis Beckum. Der Nachfolger SV Grün-Weiß Langenberg-Benteler spielt im Fußballkreis Gütersloh.

## Geschichte

### Frühe Jahre bis Zweiter Weltkrieg

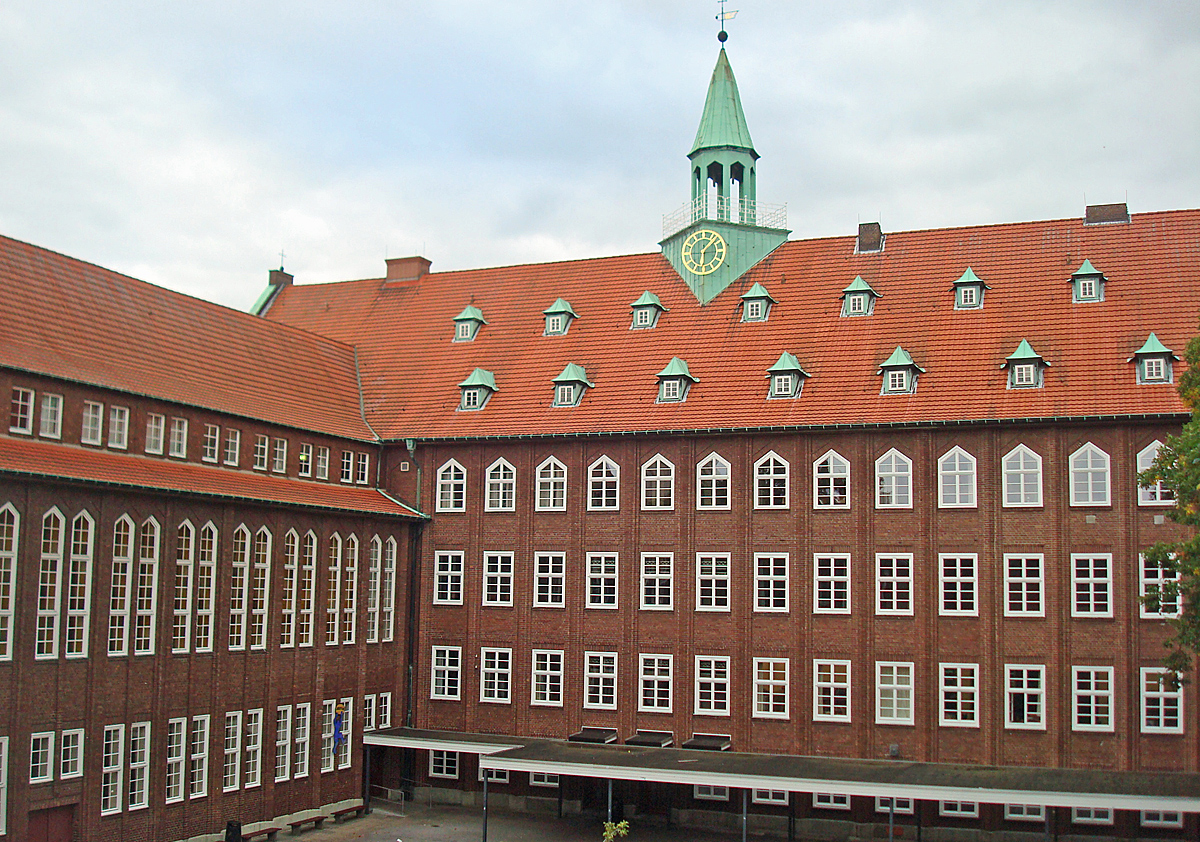
Das Evangelisch Stiftisches Gymnasium

Am 28. Mai 1878 gründeten Schüler des Evangelisch Stiftschen Gymnasium den Gymnasial-Spielverein Gütersloh. Dieser übte allerdings das so genannte „Deutsche Fußballspiel“ aus, welches eine Mischung aus Fußball und Rugby war. Der Ball durfte mit den Händen geworfen werden und Tore wurden erzielt, wenn der Ball über die Querlatte flog. Erst ab 1907 schwenkte der Verein auf den heutigen Fußball um, als ein Wettspiel mit einer Schülermannschaft aus Bad Oeynhausen vereinbart wurde. Der Verein bestand mindestens bis 1928; in diesem Jahr erschien eine Festschrift zum 50-jährigen Jubiläum. Das weitere Schicksal des Pioniervereins ist unbekannt.
Im Jahre 1908 gründeten sich in Rheda die reinen Fußballvereine Merkuria und Viktoria, die später zunächst in der TSG Rheda und später in den FSC Rheda aufgehen sollten. Auch in Steinhagen wurden im Jahre 1908 die ersten fußballerischen Gehversuche gemacht, allerdings wurde dort erst ab 1934 offiziell gespielt. Erst nach dem Ende des Ersten Weltkrieges kam es überall im Kreis zu Vereinsgründungen. In Gütersloh gründete sich im Jahre 1918 die Sportvereinigung Gütersloh, aus dem 1945 der SVA Gütersloh hervorgehen sollte. Ein Jahr später folgte in Wiedenbrück der SV Westfalia. Sportlich waren die Vereine gegenüber der Konkurrenz aus Bielefeld, Hamm oder Ahlen nicht gewachsen. Lediglich der Sportverein Arminia Gütersloh schaffte es in der Saison 1920/21 und 1931/32 kurzzeitig in die höchste Spielklasse.
Mit der Gauliga Westfalen wurde im Jahre 1933 eine großflächige höchste Spielklasse eingeführt, die jedoch kein Verein aus dem heutigen Kreis Gütersloh erreichen sollte. Zweithöchste Spielklasse war die Bezirksklasse, die neben dem heutigen Ostwestfalen-Lippe noch den Großraum Hamm-Unna umfasste. Lediglich Westfalia Wiedenbrück in der Saison 1934/35 und die Sportvereinigung Gütersloh in der Saison 1937/38 schafften es in die zweithöchste Liga, mussten aber jeweils direkt wieder absteigen. Lediglich der Luftwaffen SV Gütersloh konnte bis zum Ende des Zweiten Weltkrieges Erfolge feiern. Durch einen 4:1-Sieg über Borussia Dortmund qualifizierte sich die Mannschaft für den Tschammerpokal, dem Vorläufer des DFB-Pokals. In der ersten Runde unterlag die Mannschaft bei Arminia Bielefeld mit 0:4. Weitere sportliche Erfolge der Gütersloher Fliegermannschaft sind nicht bekannt.
Während der Jahre der Weimarer Republik wurde nicht nur im Deutschen Fußball-Bund Fußball gespielt. Als Konkurrenzverbände spielten die Deutsche Turnerschaft, der sozialistische Arbeiter-Turn- und Sportbund und die kommunistische Kampfgemeinschaft für Rote Sporteinheit eigene Fußballmeisterschaften aus. Ob und welche Vereine aus dem heutigen Kreis Gütersloh in diesen Verbänden aktiv waren und ggf. Erfolge feierten, ist nicht bekannt.

### Nachkriegszeit

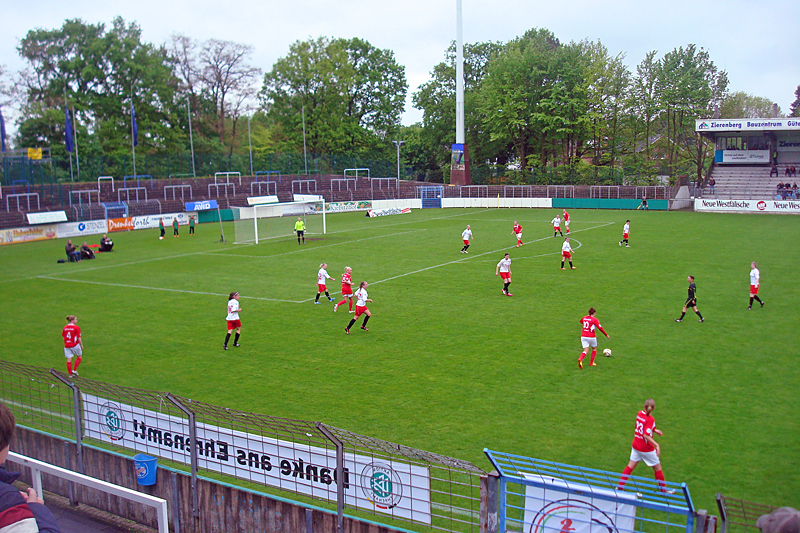
Das Heidewaldstadion in Gütersloh

Nach dem Kriegsende spielte sich der vom Medienunternehmen Bertelsmann unterstützte SVA Gütersloh in den Vordergrund und stieg im Jahre 1951 in die Landesliga Westfalen auf, die seinerzeit die höchste Amateurliga in Westfalen darstellte. Dort avancierten die „Grünen“ Mitte der 1950er Jahre zur Spitzenmannschaft und wurde 1956 nach einem 1:0-Sieg im Entscheidungsspiel gegen Union Herford Staffelsieger. Bei der Westfalenmeisterschaft reichte es nur für Platz vier. Dennoch qualifizierte sich der SVA für die neu geschaffene Verbandsliga. 1963 stieg die Mannschaft ab und schaffte vier Jahre später den Wiederaufstieg. Im Jahre 1971 stieg der SVA gar in die seinerzeit zweitklassige Regionalliga West auf und blieb bis zur Auflösung der Spielklasse drei Jahre später dort. 1977 qualifizierten sich die „Grünen“ für die Aufstiegsrunde zur 2. Bundesliga Nord, scheiterten dort aber an Bremerhaven 93 und dem 1. FC Bocholt. Ein Jahr später kam es zur Fusion zum FC Gütersloh.
1953 schaffte es die TSG Rheda und zwei Jahre später Westfalia Wiedenbrück in die höchste Amateurliga, jedoch verpassten beide Clubs in der Saison 1955/56 die Qualifikation zur Verbandsliga. Dorthin schaffte es nur die TSG Rheda von 1958 bis 1960 und in der Saison 1961/62. Zwei Jahre später bot sich der Möbelfabrikant Willy Stickling dem SVA Gütersloh als Sponsor an. Als er eine Absage erhielt, wandte er sich der DJK Gütersloh zu, mit der er 1969 nach drei Aufstiegen in fünf Jahre die Regionalliga West erreichte. Der Kicker sprach vom „Gütersloher Fußballkrieg“. Die DJK konnte sich im Mittelfeld der Regionalliga etablieren und qualifizierte sich 1974 für die neu geschaffene 2. Bundesliga Nord. Zwei Jahre später stieg die DJK finanziell schwer angeschlagen ab. Am 12. Mai 1978 fusionierten die Fußballabteilungen von DJK und SVA zum FC Gütersloh.
Dieser war in der seinerzeit drittklassigen Oberliga Westfalen recht erfolgreich und wurde 1982 Vizemeister und zwei Jahre später Meister. Überschattet war das Meisterjahr vom „Nettoliga-Skandal“, als dem Verein die Zahlung von statutenwidrigen Gehältern nachgewiesen wurde. Zunächst wurde der FCG zum Zwangsabstieg verurteilt, der zunächst in einen Punktabzug und schließlich in eine Geldstrafe umgewandelt wurde. In der Aufstiegsrunde zur 2. Bundesliga scheiterten die Gütersloher jedoch an Blau-Weiß 90 Berlin und dem FC St. Pauli. 1990 stieg der FCG in die Verbandsliga ab, schaffte aber den direkten Wiederaufstieg. Mitte der 1990er Jahre erlebte der Verein seinen Höhepunkt, als er 1996 nach zwei Aufstiegen in Folge die 2. Bundesliga erreichte und in der Saison 1997/98 lange um den Aufstieg in die Bundesliga mitspielte. Am Ende wurden die Gütersloher Fünfter und mussten ein Jahr später absteigen. Anschließend stürzte der Verein in eine finanzielle Krise. Mehr als neun Millionen Mark Schulden führten zur Auflösung des Clubs am 14. Februar 2000.

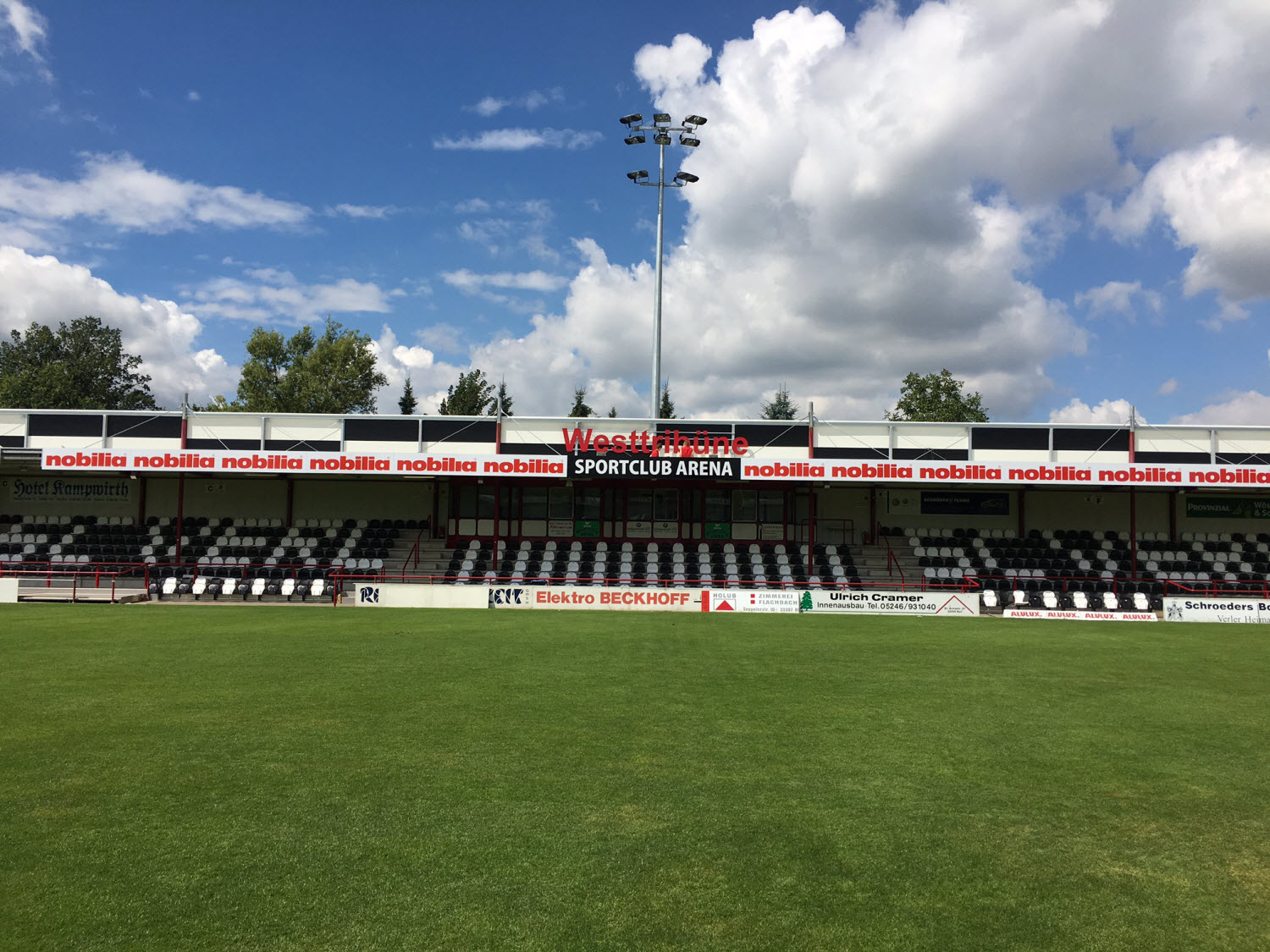
Die Sportclub Arena in Verl

Als Nachfolger wurde der FC Gütersloh 2000 gegründet, der durch Ausnutzung einer Satzungslücke in der seinerzeit viertklassigen Oberliga Westfalen starten konnte. Die Gütersloher konnten sich in der Liga etablieren und schafften im Jahre 2008 die Qualifikation zur neu geschaffenen NRW-Liga, aus der sie prompt absteigen mussten. Nach drei Jahren in der Westfalenliga qualifizierte sich die Mannschaft im Jahre 2012 für die wieder eingeführte Oberliga Westfalen, wo der Verein nicht über Mittelmaß hinauskam. Der Verein sorgte in dieser Zeit eher neben dem Platz für Schlagzeilen, da immer wieder die Insolvenz drohte. Im Mai 2017 spitzte sich die Situation zu, als der Verein beschloss, den Spielbetrieb zum Monatsende einstellen und den FCG zu liquidieren. In letzter Minute konnte dieser Plan dank den Engagement des Unternehmers Thomas Hagedorn abgewendet werden. Anschließend stabilisierte sich der Verein, der nun wieder sportlich erfolgreich war und im Jahre 2023 sowohl Meister der Oberliga Westfalen als auch Westfalenpokalsieger wurde.
Mitte der 1980er Jahre spielte sich der am 9. September 1924 gegründete SC Verl in den Vordergrund, als die Mannschaft 1986 in die Oberliga Westfalen aufstieg. Fünf Jahre später sicherten sich die Verler die Meisterschaft, scheiterten aber in der Aufstiegsrunde zur 2. Bundesliga am FC Remscheid. 1994 qualifizierten sich die Verler für die neu geschaffene Regionalliga West/Südwest und wurden auf Anhieb Vizemeister. Im Jahre 2003 stieg die Mannschaft ab und schaffte 2007 den Wiederaufstieg. Im Jahre 2020 wurden die Verler Vizemeister hinter dem SV Rödinghausen, der auf den möglichen Aufstieg in die 3. Liga verzichtete. Verl rückte nach und setzte sich in den Aufstiegsspielen gegen den 1. FC Lokomotive Leipzig durch. Heimspielstätte ist die Sportclub Arena, die bis 2016 als Stadion an der Poststraße bekannt war. Da das Stadion zunächst nicht den Anforderungen der 3. Liga entspricht wich der Verein von 2020 bis 2023 in die Home-Deluxe-Arena in Paderborn aus.

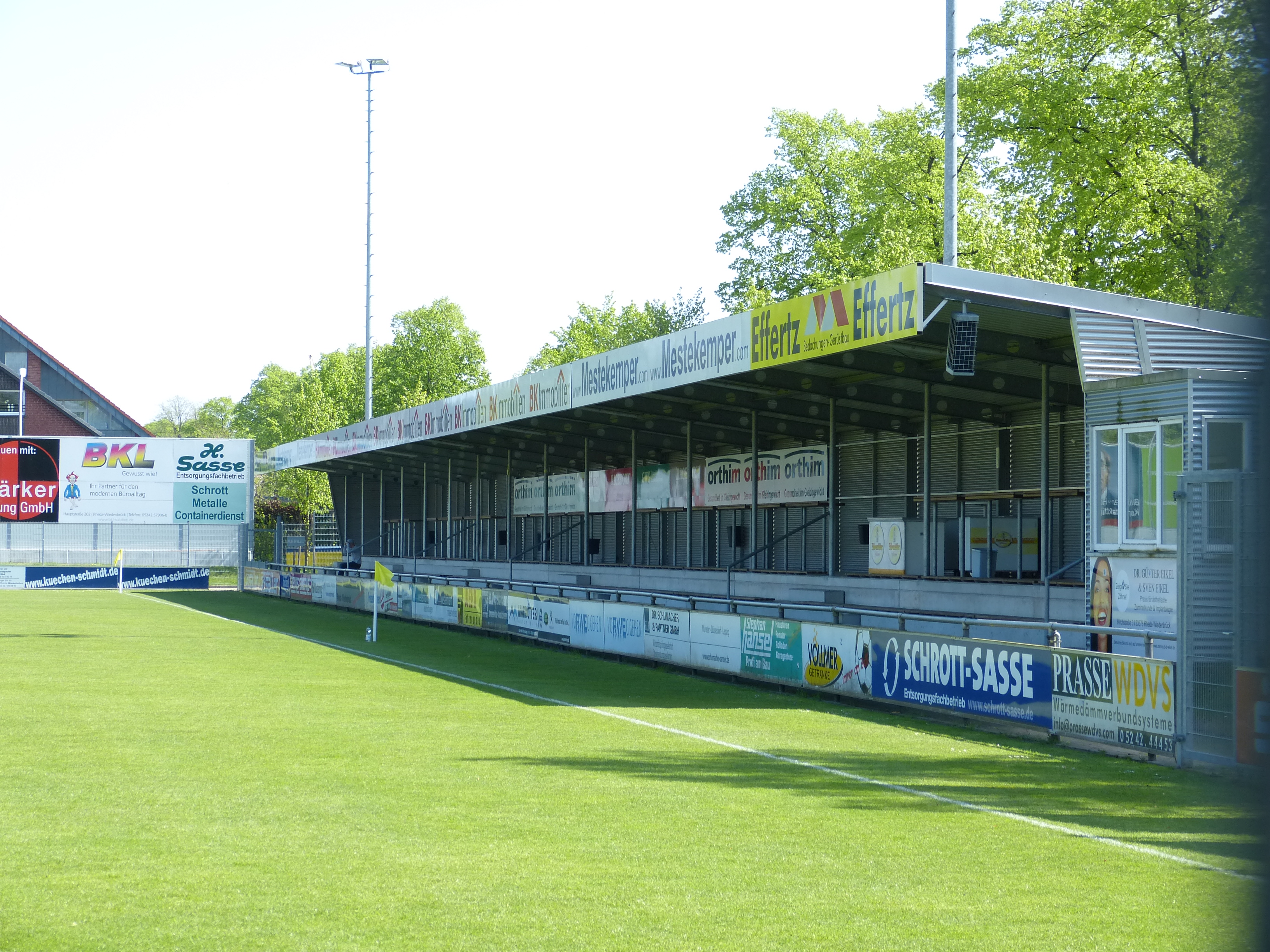
Das Jahnstadion in Wiedenbrück

Im Jahre 2000 fusionierte die Wiedenbrücker Vereine Westfalia und DJK Eintracht zum SC Wiedenbrück 2000, der im Jahre 2015 die Jahreszahl aus ihrem Vereinsnamen strich. Die Mannschaft stieg im Jahre 2007 in die Oberliga Westfalen auf und erreichte drei Jahre später nach einem Abstieg und dann zwei Aufstiegen in Folge die Regionalliga West. Dort kam die Mannschaft nicht über Mittelfeldpositionen heraus und erreichte mit Platz sieben im Jahre 2018 den sportlichen Zenit. Ein Jahr später stiegen die Wiedenbrücker ab und schafften den direkten Wiederaufstieg. Dreimal nahm der SC Wiedenbrück am DFB-Pokal teil. Die Heimspiele werden im Jahnstadion ausgetragen.

### Frauenfußball
Im Frauenfußball ist der FSV Gütersloh 2009 der führende Verein. Noch als Abteilung des FC Gütersloh erreichte die Mannschaft im Jahre 2003 die Aufstiegsrunde zur Bundesliga, scheiterte dort aber am 1. FC Saarbrücken und dem Hamburger SV. Ab 2004 gehörte die Mannschaft der neu geschaffenen 2. Bundesliga an. Fünf Jahre später spaltete sich die Abteilung Frauenfußball des FC Gütersloh 2000 als FSV Gütersloh 2009 ab und spielte in der Saison 2012/13 in der Bundesliga. Seitdem etablierten sich die Gütersloherinnen in der 2. Bundesliga. Die Heimspiele werden in der Tönnies-Arena in Rheda-Wiedenbrück ausgetragen.
Die Fußballerinnen des SC Wiedenbrück spielten von 2004 bis 2008 sowie von 2018 bis 2021 in der Westfalenliga. Die Frauenmannschaft des BV Werther stieg im Jahre 2023 in die Westfalenliga auf.

## Vereine

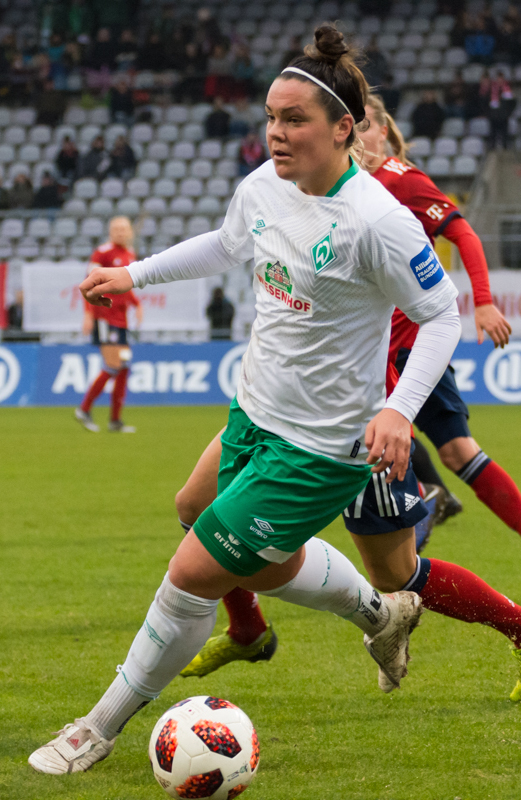
Stephanie Goddard begann beim SV Avenwedde

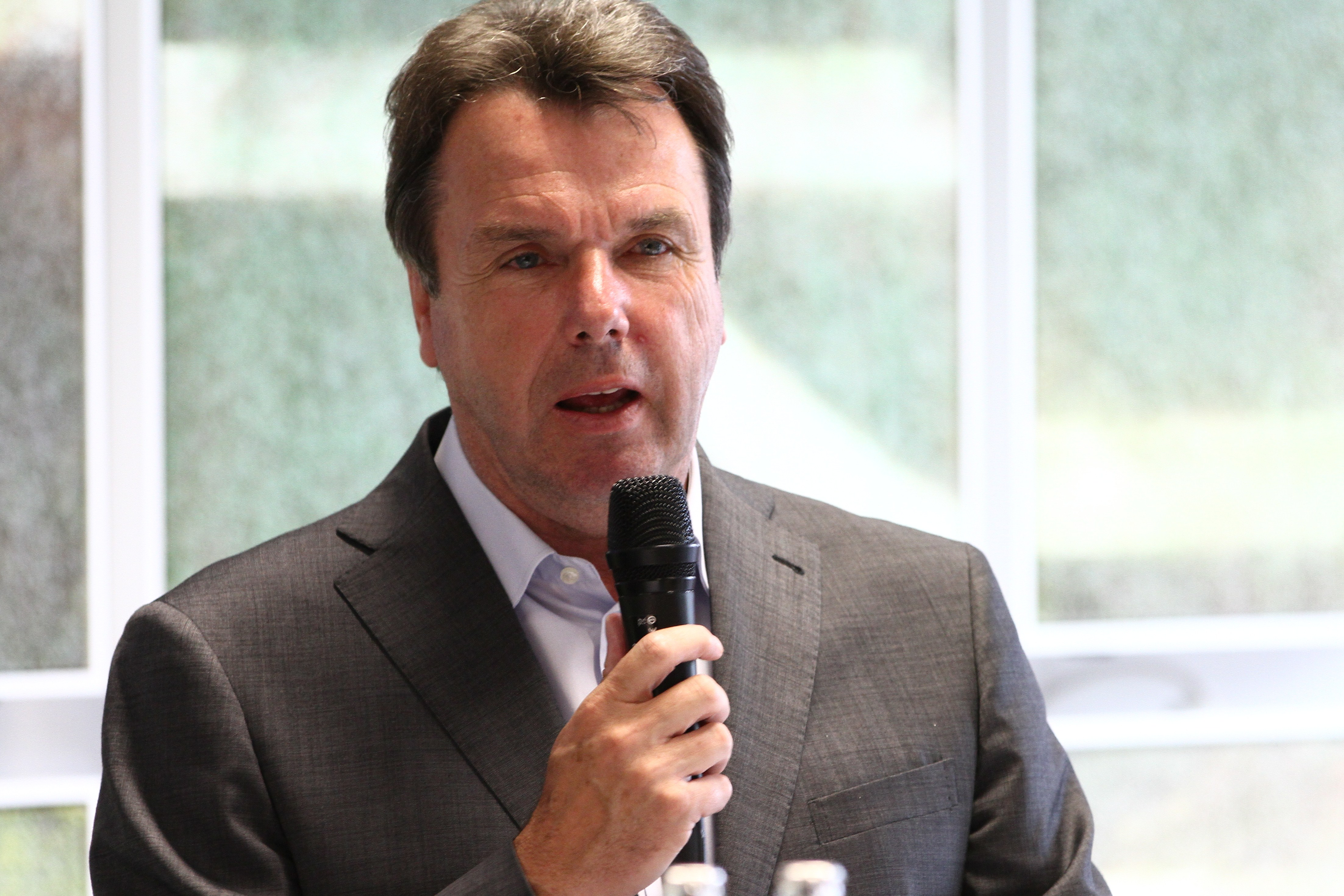
Heribert Bruchhagen begann bei der TSG Harsewinkel

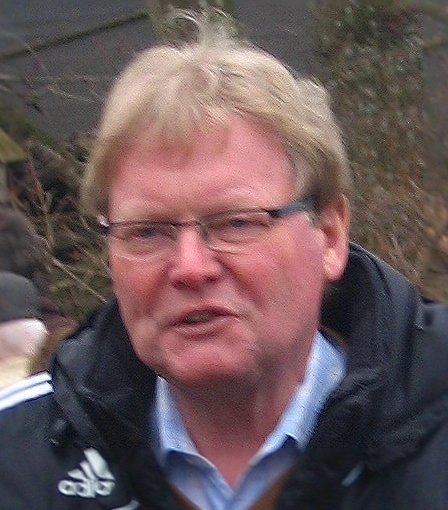
Hermann Korfmacher war Funktionär bei Grün-Weiß Langenberg

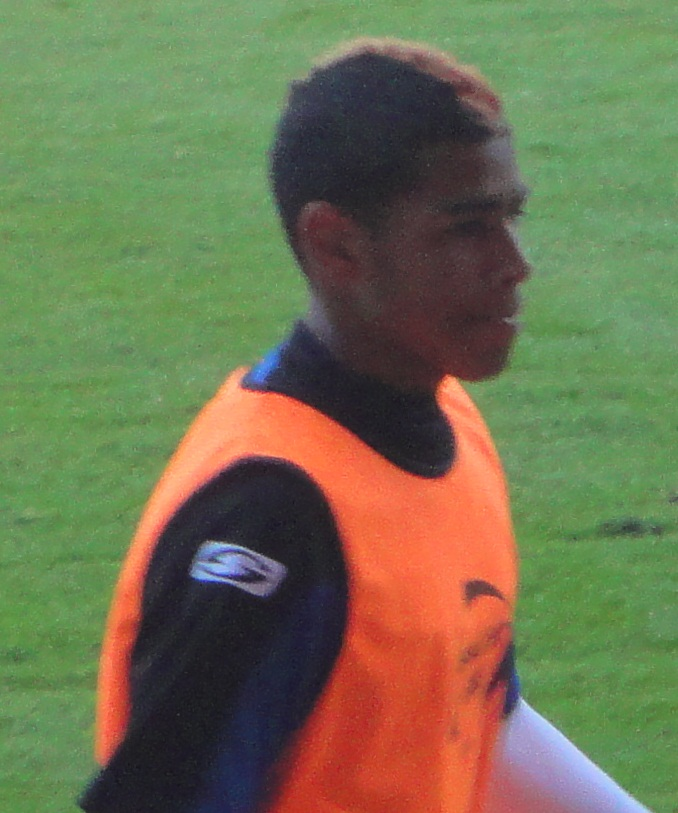
Onel Hernández begann bei Westfalia Neunkirchen

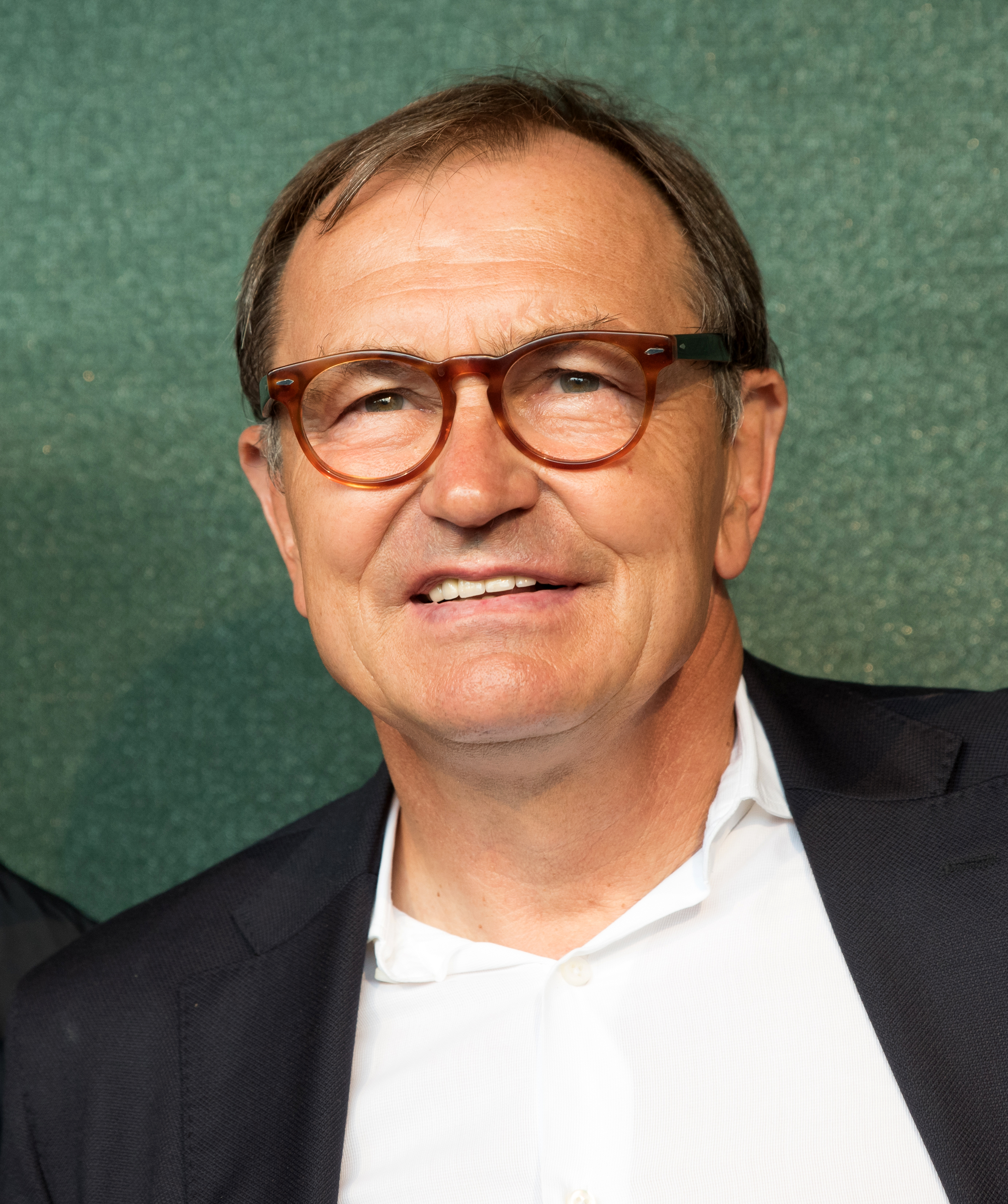
Ewald Lienen begann beim VfB Schloß Holte

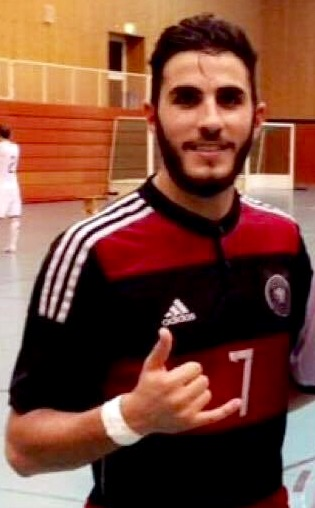
Futsal-Nationalspieler Memos Sözer war Spieler beim VfB Schloß Holte

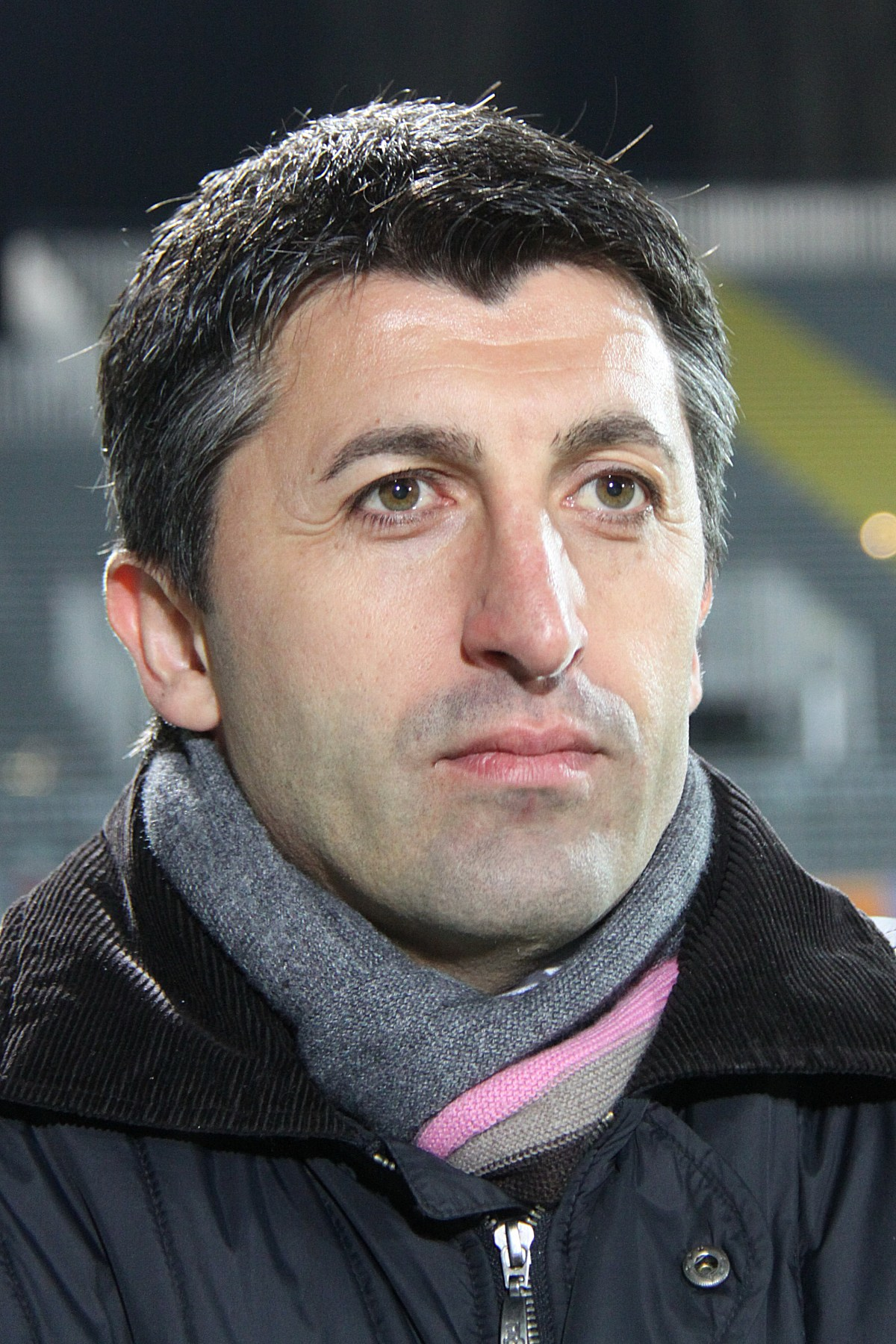
Ayhan Tumani war Jugendspieler beim FC Stukenbrock

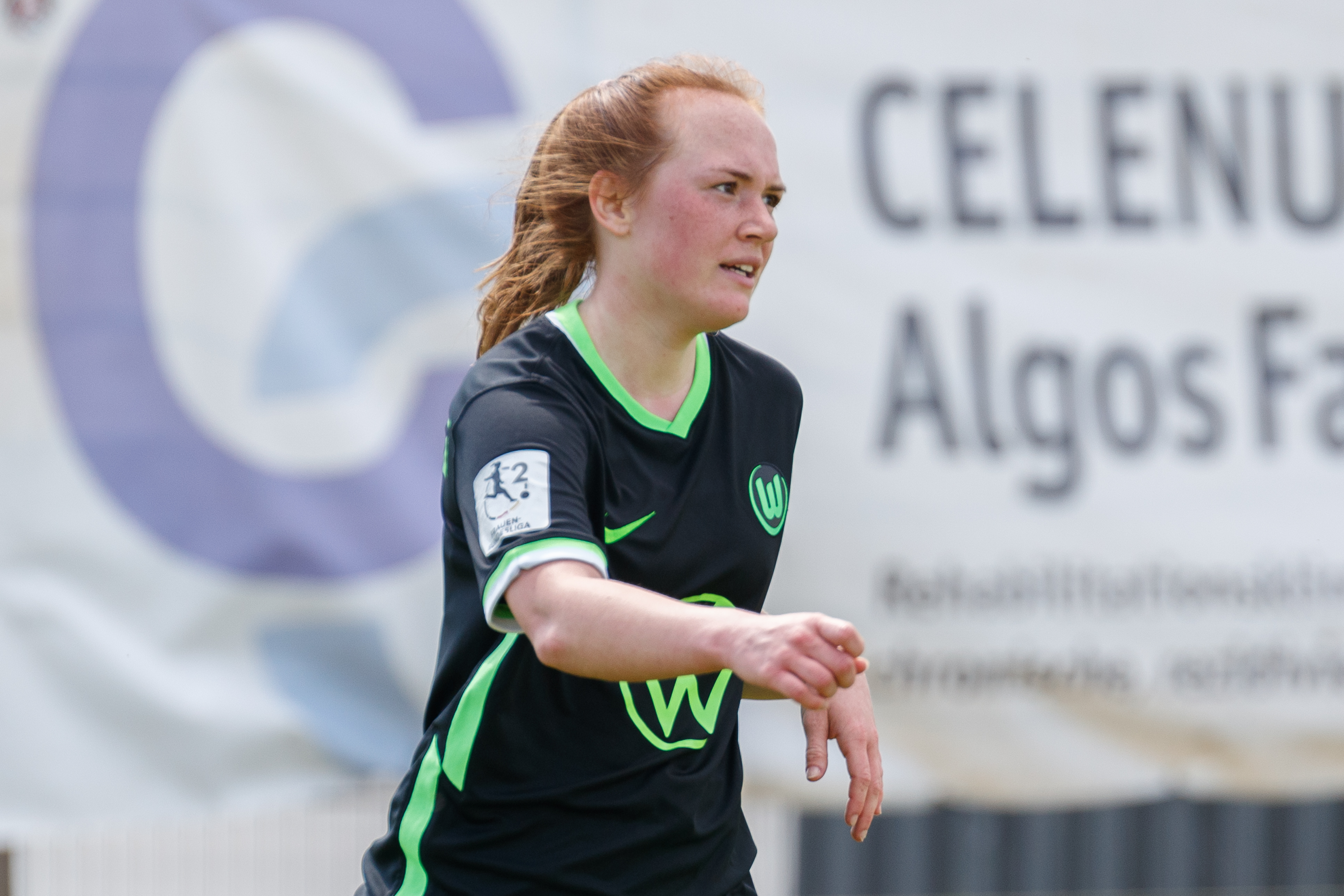
Lisann Gräwe begann beim FC Kaunitz

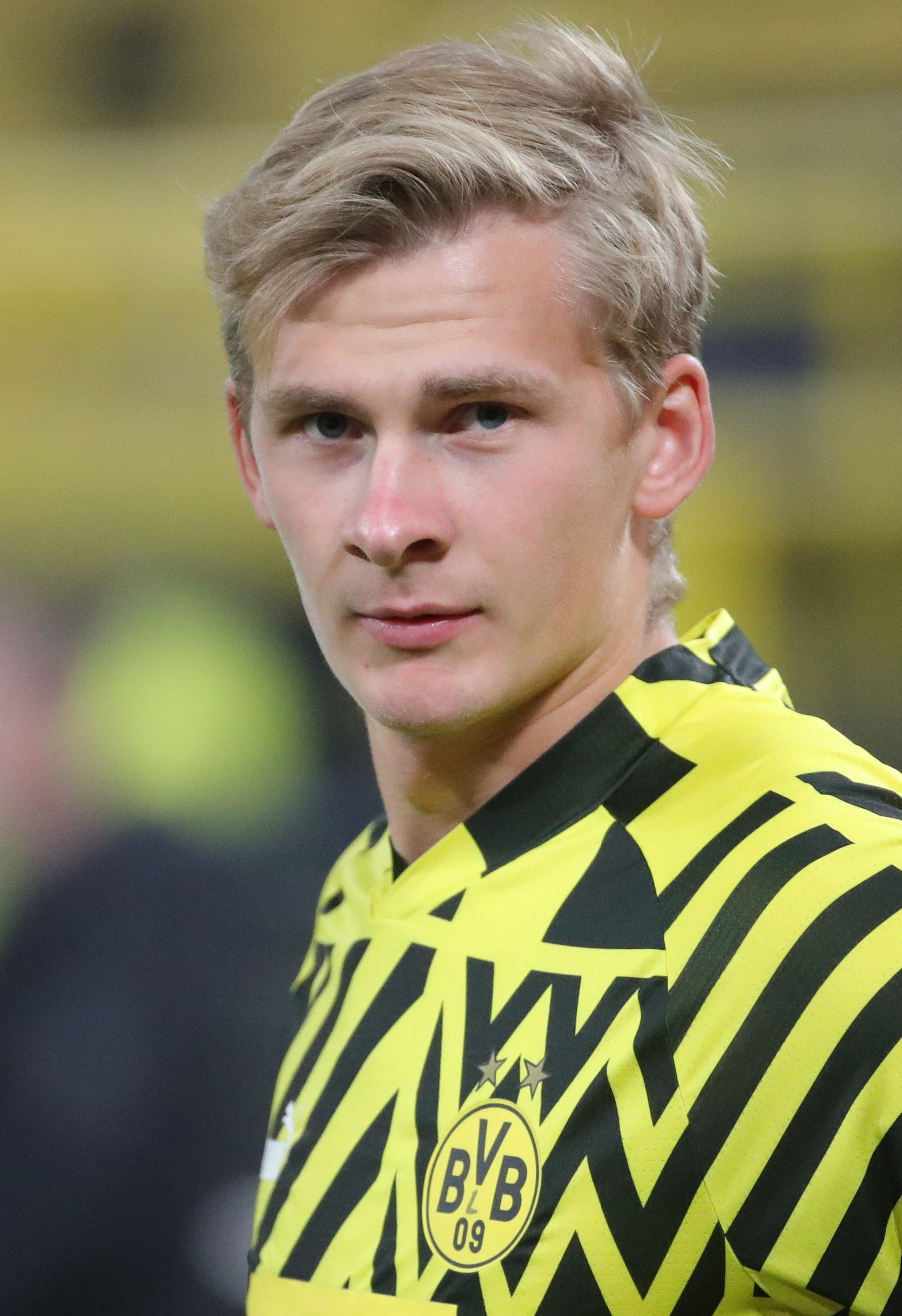
Bjarne Pudel begann bei der SG Oesterweg

Im Folgenden werden nach Gemeinden aufgeteilt, die Amateurvereine näher vorgestellt, die mindestens eine Saison nach Ende des Zweiten Weltkrieges überkreislich gespielt haben. Weiter oben aufgeführte Vereine wie der historische und der aktuelle FC Gütersloh, der SC Verl, der SC Wiedenbrück und der FSV Gütersloh 2009 werden dabei außen vor gelassen.

### Borgholzhausen
Im Nordwesten des Kreises liegt Borgholzhausen. Örtlicher Verein ist der TuS Solbad Ravensberg, der am 6. März 1960 gegründet wurde. Die Mannschaft spielte von 2005 bis 2007 und von 2008 bis 2010 in der Bezirksliga. Größter Erfolg war der dritte Platz in der Saison 2005/06. Mit Erich Staude wirkte ein ehemaliger Profi als Trainer im Verein, während der ehemalige Bundesligaspieler Volker Graul zeitweilig für die Alten Herren des Vereins auflief. Die Heimspiele werden auf dem Sportplatz Kleekamp ausgetragen.

### Gütersloh
Die Kreisstadt Gütersloh liegt in der Mitte des Kreises. Der FC Gütersloh wurde weiter oben beschrieben. Lediglich auf Kreisebene agierten die Vereine Suryoye Gütersloh, Blau-Weiß Gütersloh, DSC Gütersloh und FC Inter Gütersloh.
Der SV Spexard ist im Südosten der Stadt zu Hause und wurde im Jahre 1950 gegründet. Die „Spechte“ spielten von 2010 bis 2012 und von 2015 bis zum freiwilligen Rückzug im Jahre 2020 in der Westfalenliga. Darüber hinaus spielte die Mannschaft von 2002 bis 2010 und von 2012 bis 2015 in der Landesliga. Heimspielstätte ist die Sportanlage Josefschule. Mit Sedekia Haukambe war ein ehemaliger Fußballprofi aus Namibia bei den „Spechten“ aktiv. Der deutsche Futsal-Nationalspieler Sandro Jurado García wirkte ebenfalls als Spieler in Spexard.
Im Osten der Stadt ist der SV Avenwedde beheimatet, der im Jahre 1925 gegründet wurde. Die Avenwedder spielten 1951 erstmals überkreislich und agierten in der Saison 2003/04 in der Verbandsliga. Von 1986 bis 1992, von 1994 bis 2003 und von 2004 bis 2017 spielte die Mannschaft in der Landesliga. Die Heimspiele werden im Stadion Isselhorster Straße ausgetragen. Der SV Avenwedde brachte mit Stephanie Goddard eine Bundesligaspielerin und mit Daniel Mikic einen späteren Drittligaprofi hervor. Mit Roland Peitsch, Wolfgang Pohl und Klaus Witt spielten drei Ex-Profis für die Avenwedder, während die ehemaligen Profis Dieter Schulz und Dirk van der Ven als Trainer bzw. Joachim Dzieciol als Spieler im Verein wirkten.
Nördlich der Innenstadt ist der 1. FC Isselhorst beheimatet, der im Jahre 1978 gegründet wurde. Die Isselhorster spielten von 1994 bis 2005 in der Bezirksliga. Die größten Erfolge dabei waren die dritten Plätze in den Jahren 1998 und 2000. Mit Helmut Jonscher wirkte ein Ex-Profi als Trainer in Isselhorst, während mit Diego Bortolozzo ein ehemaliger Profi seine Karriere in Isselhorst ausklingen lässt. Die Heimspiele werden im Lutterstadion ausgetragen.
Der östlichen Stadtrand ist die Heimat des TuS Friedrichsdorf. Der Verein wurde im Jahre 1900 als Turnverein gegründet. Seit wann Fußball gespielt wird, ist unbekannt. Die erste Mannschaft spielte in der Saison 1947/48, von 1981 bis 2001, von 2002 bis 2011 und seit 2014 in der Bezirksliga. Größter Erfolg war die Vizemeisterschaft in der Saison 1982/83. Gespielt wird auf der Sportanlage Carl-Diem-Weg.
Am 27. Februar 1948 wurde der Polizeisportverein Gütersloh gegründet, der sich ein Jahr später in VfB Gütersloh umbenannte. Die erste Fußballmannschaft spielte von 1952 bis 1955 in der Bezirksklasse. Am 26. März 1998 fusionierte der VfB mit den Kickers Gütersloh zu Blau-Weiß 98 Gütersloh, der bislang nicht über die Kreisebene hinauskam. Der SC Eintracht Gütersloh gründete sich im Jahre 1950. Die erste Mannschaft spielte von 1966 bis 1969 in der Bezirksliga. Die größten Erfolge waren die zwölften Plätze in den Jahren 1967 und 1968. Die Heimspiele werden auf dem Sportplatz Ostfeld ausgetragen.
Ältester Sportverein der Stadt ist der im Jahre 1879 gegründete Gütersloher TV. Dieser verfügte über zwei Fußballabteilungen. Die historische Abteilung spaltete sich im Jahre 1923 als SuS Gütersloh ab und mündete nach mehreren weiteren Fusionen im heutigen FC Gütersloh. Die heutige Fußballabteilung wurde im Jahre 1948 gegründet und spielte von 2018 bis 2020 in der Bezirksliga. Größter Erfolg war der dritte Platz im Jahre 2019. Sportliche Heimat des Gütersloher TV ist das Sportzentrum Blankenhagen. Der Verein brachte mit Joey Müller und Maximilian Oesterhelweg zwei spätere Profis hervor, während mit Fouad Aghnima ein deutscher Futsal-Nationalspieler für den Verein spielte.
Erfolgreichster Mitgrantenverein ist der im Jahre 1976 gegründete Club Türkgücü Gütersloh (türkisch „türkische Macht/Kraft“). Die erste Mannschaft spielt seit 2019 in der Bezirksliga. Größter Erfolg war der siebte Platz in der Saison 2021/22. Der ehemalige senegalesische Nationalspieler Mamadou Diabang war ebenso für Türkgücü aktiv wie der deutsche Futsal-Nationalspieler Ersin Gül. Heimspielstätte ist der Sportplatz Kamphof.
Im Jahre 1987 entstand der Verein Aramäer Gütersloh. Gegründet wurde der Verein von Angehörigen der Volksgruppe der Aramäer, deren größte Diaspora in Deutschland im Kreis Gütersloh ansässig ist. Die erste Mannschaft spielte von 2000 bis 2016 und von 2020 bis 2022 in der Bezirksliga. Größter Erfolg war der dritte Platz in der Saison 2010/11. Heimspielstätte ist das Sportzentrum West.
Ebenfalls aramäische Wurzeln hat der Verein Tur Abdin Gütersloh, dessen erste Mannschaft von 2001 bis 2004, von 2009 bis 2012 sowie in der Saison 2015/16 in der Bezirksliga spielte. Größter Erfolg war der neunte Platz in der Saison 2009/10. Der Vereinsname stammt von einem Kalksteingebirge im Südosten der Türkei. Die Heimspiele werden auf dem Sportplatz Kamphof ausgetragen.

### Halle (Westf.)
Die ehemalige Kreisstadt Halle (West.) liegt im Norden des Kreises. Die Vereine TG Hörste, SG Hesseln sowie die nicht mehr existierenden Vereine Jugos Künsebeck und SC Halle Genclik agierten nur auf Kreisebene.
Erfolgreichster Verein der Stadt ist der am 7. November 1919 gegründete SC Halle. Die erste Mannschaft spielte in der Saison 1951/52, von 1993 bis 1996, in der Saison 2022/23 und ab 2024 in der Bezirksliga. Größter Erfolg war der sechste Platz in der Saison 1993/94. Die Heimspiele werden im Schul- und Sportzentrum Masch ausgetragen. Der SC Halle brachte mit Franziska Bröckl und Maxine Birker (geb. Mittendorf) zwei spätere Bundesligaspielerinnen, mit Uwe Pallaks einen späteren Zweitligaspieler und mit Daniel Richter einen späteren Drittligaspieler hervor. Ex-Profi Erich Staude wirkte als Trainer des SC Halle und der TG Hörste.

### Harsewinkel
Die Stadt Harsewinkel liegt im Westen des Kreises. Die Vereine Anadoluspor Harsewinkel, Aramäer Harsewinkel und Grün-Weiß Harsewinkel spielten nur auf Kreisebene.
Sportliches Aushängeschild der Stadt war jahrzehntelang die TSG Harsewinkel. Der Verein geht auf den am 5. März 1925 gegründeten SSV Harsewinkel zurück. In seiner heutigen Form existiert der Verein seit dem 31. Mai 1950. Die erste Mannschaft war im Jahre 1978 Gründungsmitglied der Oberliga Westfalen, musste aber zwei Jahre später aus dieser absteigen. Darüber hinaus spielte die Mannschaft vier Jahre in der Verbandsliga und 14 Jahre in der Landesliga. Nach drei Abstiegen in Folge rutschte die TSG Harsewinkel im Jahre 2018 in die Kreisliga B hinab. 2023 gelang der Wiederaufstieg in die Kreisliga A. Die Heimspiele werden im Moddenbachstadion ausgetragen. Der spätere Fußballfunktionär Heribert Bruchhagen spielte als Jugendlicher für die TSG. Mit Bernhard Hartmann und Dirk Otten brachte der Verein zwei spätere Profis hervor. Umgekehrt spielten mit Gerd Kohl, Dieter Reh und Dieter Schulz einige Ex-Profis für den Verein.
Im Osten der Stadt ist der SV Schwarz-Weiß Marienfeld beheimatet. Der Verein wurde im Jahre 1930 gegründet. Die erste Mannschaft spielte in den Saisons 1957/58, 1959/60, 1961/62 sowie von 2003 bis 2016 in der Bezirksliga. Größter Erfolg war die Vizemeisterschaft in der Saison 2007/08. Die Heimspiele werden im SportCentrum Ruggebusch ausgetragen. Die Marienfelder brachten mit Nina Claassen eine spätere Bundesligaspielerin hervor. Fouad Aghnima wurde deutscher Futsal-Nationalspieler, während der Ex-Profi Thomas Ostermann als Trainer in Marienfeld wirkte.
Im Westen von Harsewinkel ist der FC Greffen zu Hause. Der Verein wurde im Jahre 1946 gegründet. Während nach der Gebietsreform von 1973 die anderen Harsewinkeler Vereine in den Fußballkreis Gütersloh wechselten spielen die Greffener bis heute im Fußballkreis Münster/Warendorf. Die erste Mannschaft spielte in der Saison 1954/55, von 1971 bis 1974 sowie in den Spielzeiten 1981/82 und 1983/84 in der Bezirksliga. Größter Erfolg war der elfte Platz in der Saison 1971/72. Die Heimspiele werden im Sportzentrum Greffen ausgetragen. Der Ex-Profi Jürgen Kuzniacki war Spielertrainer in Greffen, während der Unternehmer Bernhard Claves den Vorsitz des FC Greffen innehatte.

### Herzebrock-Clarholz
Erfolgreichster Verein der Stadt ist der am 17. Oktober 1920 gegründete TSV Victoria Clarholz. Dieser tauchte 1974 erstmals überkreislich auf. Nachdem der TSV Victoria bereits in der Saison 1992/93 und von 2012 bis 2020 in der Verbands- bzw. Westfalenliga spielte, gelang im Jahre 2020 der Aufstieg in die Oberliga Westfalen. Die Heimspiele werden im Holzhofstadion ausgetragen. Der TSV Victoria brachte mit Ursula Gerresheim (geb. Gertheinrich) eine spätere Bundesligaspielerin hervor. Darüber hinaus brachte der Verein mit Patrick Mainka, Wilhelm Mense und Frank Scharpenberg mehrere spätere Profis hervor, während mit Steffen Enge ein ehemaliger Profi seine Karriere in Clarholz ausklingen ließ.
Im Jahre 1970 fusionierte der im Jahre 1925 gegründete TuS Herzebrock mit der nach dem Ende des Zweiten Weltkrieges gegründeten DJK Herzebrock zum Herzebrocker SV. Dessen erste Fußballmannschaft spielte von 1972 bis 1978 in der Bezirksliga. Größter Erfolg war der fünfte Platz in der Saison 1976/77. Der Verein brachte mit Thomas Ostermann einen späteren Zweitligaspieler hervor. Die Heimspiele werden im Waldstadion ausgetragen. Der Vorgängerverein TuS Herzebrock spielte von 1955 bis 1960 in der Bezirksklasse. Größter Erfolg war der neunte Platz in der Saison 1958/59.

### Langenberg
Die Gemeinde Langenberg liegt im Süden des Kreises.
Der SV Grün-Weiß Langenberg wurde am 15. August 1928 gegründet und fusionierte am 9. März 1963 mit der DJK zum SV/DJK Grün-Weiß Langenberg. Die Langenberger spielten in der Saison 1961/62, 1989/90, von 1997 bis 2002 und von 2005 bis 2012 in der Bezirksliga. Die größten Erfolge waren die vierten Plätze in den Jahren 2009 und 2010. Der SV Benteler wurde im Jahre 1956 gegründet. Die erste Mannschaft spielte von 1979 bis 1981 in der Bezirksliga. Größter Erfolg war der neunte Platz im Jahre 1980.
Am 2. Oktober 2020 fusionierte die Fußballabteilung mit der des SV Benteler zum SV Grün-Weiß Langenberg-Benteler. Heimspielstätte ist die Sportanlagen Stukendamm. Der Präsident des Westdeutschen Fußballverbandes Hermann Korfmacher war Funktionär im Verein. Ex-Profi Hans-Georg Brinkrolf wirkte als Spielertrainer, während die Grün-Weißen mit Lena Schulte eine spätere Bundesligaspielerin hervorbrachten.

### Rheda-Wiedenbrück
Die Stadt Rheda-Wiedenbrück liegt im Südwesten des Kreises. Der SC Wiedenbrück wurde bereits weiter oben beschrieben. Die Vereine Aramäer Rheda-Wiedenbrück, BSC Rheda, Rot-Weiß St. Vit, Türkyildiz Rheda und VfL Rheda agierten bislang lediglich auf Kreisebene.
Die TSG Rheda spielte von 1953 bis 1956, von 1958 bis 1960 sowie in der Saison 1961/62 in der höchsten westfälischen Amateurliga. Im Jahre 1992 fusionierten die Fußballabteilungen der TSG Rheda und der DJK Rheda zum FSC Rheda. Dieser schaffte 1997 den Aufstieg in die Landesliga und zwei Jahre später den in die Verbandsliga. Es folgten vier Abstiege in Folge. Seit dem Aufstieg im Jahre 2024 spielt der FSC in der Landesliga. Die Heimspiele werden in der TSG-Kampfbahn ausgetragen. Mit Patrick Mainka brachte der Verein einen späteren Profi hervor, während mit Fouad Aghnima und Sandro Jurado Garcia zwei deutsche Futsal-Nationalspieler für den FSC Rheda aktiv waren.

### Rietberg
Die Stadt Rietberg liegt im Südwesten des Kreises. Die Vereine SG Bokel, Druffeler SG und Grün-Weiß Varensell spielten lediglich auf Kreisebene.
Im Jahre 1910 wurde der Verein Viktoria Rietberg gegründet. Die erste Mannschaft spielte von 2017 bis 2019 in der Landesliga. In der Bezirksliga spielte die Viktoria in der Saison 1950/51, von 1956 bis 1969, von 1976 bis 1981, von 1983 bis 1985, von 2013 bis 2017 und seit 2020. Die ehemaligen Profis Wolfgang Grübel und Dirk van der Ven wirkten bei Viktoria Rietberg als Trainer. Die Heimspiele werden in der Sportanlage Berglage ausgetragen.
Im Süden der Stadt ist Rot-Weiß Mastholte beheimatet. Der Verein wurde im Jahre 1950 gegründet und schaffte 1975 erstmals den Sprung in die Bezirksliga. Die erste Mannschaft spielte von 2012 bis 2014 in der Westfalenliga. In der Landesliga waren die Rot-Weißen in der Saison 1985/86, von 1990 bis 1992, in der Saison 1998/99, von 2007 bis 2012 sowie von 2014 bis 2018 aktiv. Der ehemalige Profi Norbert Dölitzsch wirkte als Trainer in Mastholte. Die Heimspiele werden auf dem Sportplatz Brandstraße ausgetragen.
Der SV Germania Westerwiehe ist im Osten der Stadt zu Hause, der im Juni 1927 gegründet wurde. Die erste Mannschaft spielte von 1957 bis 1968, von 1985 bis 1987, in der Saison 1990/91 sowie von 1995 bis 2014 in der Bezirksliga. Dabei wurde der SV Germania in den Jahren 1960, 1961, 1962, 1964, 2002 und 2003 jeweils Vizemeister. Die Heimspiele werden auf der Sportanlage Berkenheide ausgetragen.
Im Nordosten von Rietberg ist der Verein Westfalia Neuenkirchen beheimatet. Der Verein wurde am 22. Juli 1913 gegründet, erhielt aber erst 1927 eine Fußballabteilung, dessen erste Mannschaft in der Saison 1965/66 in der Bezirksklasse spielte. Der Verein brachte mit Onel Hernández einen kubanischen Nationalspieler sowie mit Hans-Georg Brinkrolf und Martin Kollenberg zwei spätere Profis hervor. Die Heimspiele werden im Frostkrone-Fußballpark ausgetragen.

### Schloß Holte-Stukenbrock
Im Osten des Kreises liegt Schloß Holte-Stukenbrock. Nur auf Kreisebene agierten die Vereine PSV Stukenbrock-Senne und SC Waldeslust Liemke. Während beim PSV Stukenbrock-Senne mit Ensar Baykan ein ehemaliger Profi als Trainer wirkte, brachte der SC Waldeslust Liemke mit Jan Schöppner einen späteren Profi hervor.
Im Jahre 1919 wurde der VfB Schloß Holte gegründet. Die erste Mannschaft spielte in der Saison 1963/64, von 1973 bis 1976, in der Saison 1989/90, von 1996 bis 2000, von 2015 bis 2018, von 2022 bis 2024 sowie seit 2025 in der Landesliga. Die größten Erfolge waren die siebten Plätze 1974 und 1998. Der Verein brachte mit Ewald Lienen einen späteren Bundesligaspieler und mit Sören Brandy einen späteren Zweitligaspieler hervor. Muhammet Sözer und Suad Ak wurden deutsche Futsal-Nationalspieler, während Marco Hagemann Karriere als Sportkommentator machte. Umgekehrt ließen Ex-Profis wie Thomas Bertels ihre Karriere beim VfB Schloß Holte ausklingen bzw. wirkten als Trainer wie Stefan Studtrucker. Die Heimspiele werden im Sportzentrum Oerlinghauser Straße ausgetragen.
Der FC Stukenbrock wurde im Frühsommer 1946 gegründet. Die Stukenbrocker spielten von 1974 bis 1988 sowie von 2004 bis 2008 in der Landesliga. Im Jahre 1983 verpasste der Verein den Aufstieg in die Verbandsliga. Das Entscheidungsspiel gegen den punktgleichen Hövelhofer SV wurde mit 2:3 nach Verlängerung verloren. Der Verein brachte mit Reiner Plaßhenrich und Ayhan Tumani zwei spätere Bundesligaspieler und mit Robin Brüseke und Oliver Roggensack zwei weitere Profis hervor. Umgekehrt beendeten Ex-Profis wie Gerd Roggensack oder Uwe Erkenbrecher ihre Spielerkarrieren beim FC Stukenbrock. Die Heimspiele werden am Kruskotten ausgetragen.
Im Jahre 1953 gründete sich der Verein Schwarz-Weiß Sende, dessen erste Mannschaft von 1970 bis 1973, von 2017 bis 2023 und ab 2024 in der Bezirksliga antritt. Die größten Erfolge waren die elften Plätze in den Jahren 2018 und 2020. Der Verein brachte mit Dieter Brei einen späteren Bundesligaspieler hervor. Mit Hakan Erdem und Vidoje Matić waren zwei Futsal-Nationalspieler für die Schwarz-Weißen aktiv. Der Pokerspieler Dietrich Fast war Jugendspieler im Verein. Die Heimspiele werden im Waldstadion Falkenstraße ausgetragen.
Der FC Kastrioti Stukenbrock wurde im Jahre 1993 gegründet und benannte sich nach dem albanischen Adelsgeschlecht Kastrioti. Die erste Mannschaft stieg im Jahre 2022 in die Bezirksliga auf. Die Heimspiele werden im Sportpark am Ölbach ausgetragen.

### Verl
Die Stadt Verl liegt im Osten des Kreises. Der SC Verl wurde weiter oben beschrieben. Die Vereine FC Sürenheide, Preußen Verl und Suryoye Verl spielten lediglich auf Kreisebene, während der TV Verl im Futsal aktiv ist. Der FC Sürenheide brachte mit Paul Thomik einen späteren Profi hervor.
Im Südosten der Stadt ist der FC Kaunitz zu Hause. Der Verein wurde im Jahre 1946 gegründet. Die erste Mannschaft schaffte im Jahre 1977 erstmals den Sprung in die Bezirksliga und spielte in den Jahren 2012/13, 2016/17 und seit 2018 in der Landesliga. 2025 gelang nach einem 5:2-Sieg im Entscheidungsspiel über Eintracht Ahaus der Aufstieg in die Westfalenliga. Der FC Kaunitz brachte mit Lisanne Gräwe eine Nationalspielerin und mit Phil Beckhoff und Alois Fortkord zwei spätere Profis hervor. Umgekehrt spielten Ex-Profis wie Marco Kaminski und Jürgen Kuzniacki später für den Verein, während die ehemalige Bundesligaspielerin Annabel Jäger als Co-Trainerin bei den Kaunitzer Herren wirkte. Die Heimspiele werden auf der Sportanlage zum Furlbach ausgetragen.

### Versmold
Versmold liegt im äußersten Nordwesten des Kreises. Erfolgreichster Verein ist die Spvg Versmold, die sich im Jahre 1945 gründete. Die erste Mannschaft spielte von 1979 bis 1989 in der Landesliga und wurde dort in den Jahren 1986, 1987, 1988 und 1995 jeweils Vizemeister. 1986 verloren die Versmolder das Entscheidungsspiel gegen den punktgleichen SC Neheim mit 0:1. 1995 wurde ebenfalls ein Entscheidungsspiel nötig. Dieses Mal verloren die Versmolder mit 2:3 gegen Davaria Davensberg. Kurioserweise hatten beide Mannschaften am Wochenende zuvor noch gemeinsam auf Mallorca den Saisonabschluss gefeiert. Darüber hinaus spielten die Versmolder von 1976 bis 1979, von 1998 bis 2000 und von 2020 bis 2022 in der Bezirksliga. Die Spvg Versmold brachte mit Egon Köhnen einen späteren Bundesligaspieler hervor. Umgekehrt ließ der ehemalige Bundesligaprofi Uwe Erich seine Karriere in Versmold ausklingen. Die Heimspiele werden im Kurt-Nagel-Parkstadion ausgetragen.
Westlich der Versmolder Innenstadt ist der SC Peckeloh zu Hause. Der im Jahre 1960 gegründete Verein spielt seit 2020 in der Westfalenliga. Im Jahre 2023 wurde die Mannschaft dort Vizemeister hinter der SpVgg Erkenschwick und verpassten nach einer 0:2-Niederlage im Entscheidungsspiel gegen den FC Brünninghausen den Aufstieg in die Oberliga Westfalen. In der Saison 2008/09 sowie von 2012 bis 2020 spielten die Peckeloher in der Landesliga. Der ehemalige Profi Tim Mannek spielt für den SC Peckeloh, der seine Heimspiele in der EDEKA Farthmann Arena austrägt.
Östlich der Versmolder Innenstadt liegt die Heimat der SG Oesterweg. Der Verein wurde im Jahre 1970 gegründet. Die Mannschaft spielte von 1992 bis 1994 und seit 2022 in der Bezirksliga. Die SG Oesterweg brachte mit Tim Mannek und Bjarne Pudel zwei spätere Profis hervor, während der ehemalige Profi Sebastian Völzow seine Karriere in Oesterweg ausklingen lässt. Die Heimspiele werden auf der Hesselsportanlage ausgetragen.

### Werther (Westf.)
Im Nordosten des Kreises liegt Werther. Der TFC Werther und der TuS Langenheide spielten nur auf Kreisebene.
Erfolgreichster Verein aus Werther ist der am 27. Mai 1920 gegründete BV Werther. Die Vereinsgründer waren ehemalige Schlagball- bzw. Faustballspieler des TV Werther. Die Mannschaft spielte von 1959 bis 1965, von 1970 bis 1982 und von 2012 bis 2017 in der Bezirksliga. Größter Erfolg war die Vizemeisterschaft hinter der TSG Harsewinkel in der Saison 1970/71. Die Frauenmannschaft spielt seit 2011 in der Landesliga und erreichte im Jahre 2024 das Halbfinale im Westfalenpokal. Dort unterlag die Mannschaft der DJK Wacker Mecklenbeck mit 0:5. Die Heimspiele werden auf der Sportanlage Meyerfeld ausgetragen. Der Verein brachte mit Andreas Triebel einen späteren Regionalligaspieler und mit Aytürk Geçim einen deutschen Futsal-Nationalspieler hervor. Umgekehrt war die ehemalige Bundesligaspielerin Deniz Harbert beim BV Werther aktiv. Erich Staude und Willi Haubrock wirkten als Trainer beim BV Werther.
Im Jahre 1921 gründete sich der SV Häger. Die erste Mannschaft spielte in der Saison 1997/98, von 2001 bis 2003, in der Saison 2009/10, von 2013 bis 2015 und in der Saison 2016/17 in der Bezirksliga. Die Heimspiele werden im Oberwelland-Park ausgetragen. Mit Maxine Birker (geb. Mittendorf) brachte der Verein eine spätere Bundesligaspielerin hervor, während der ehemalige Spieler Miguel Álvarez Sánchez Trainer in Usbekistan wurde.